# Saffarydzi

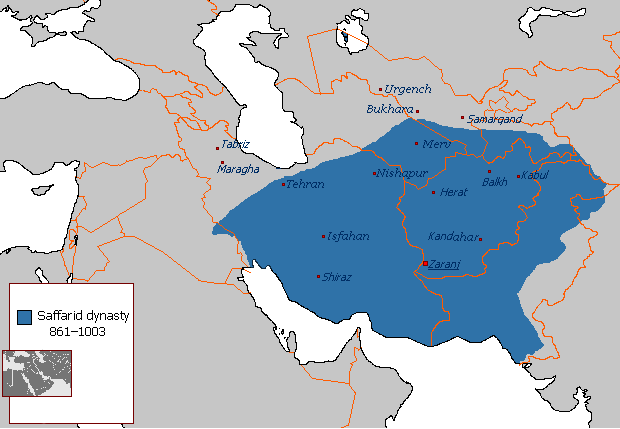
Państwo Saffarydów w okresie największej potęgi na przełomie IX i X wieku

Saffarydzi (pers. صفاریان) – dynastia pochodzenia perskiego panująca w latach 867 – 1003 w Sistanie, a u szczytu potęgi na przełomie IX i X wieku w większości prowincji wschodniego Iranu.

## Historia

### Kontekst i poprzednicy
Początki dynastii Saffarydów związane są z anarchią w jakiej znalazł się Sistan po śmierci Abd Allaha Ibn Tahira (828 – 844). Tahirydzi utracili tę prowincję, która pogrążyła się w walkach pomiędzy charydżytami a miejscowymi ajjarami. Jeden z nich, Salih Ibn an-Nasr, w roku 852 zaczął w Sistanie ściągać podatki, kładąc tym samym podwaliny pod własne państwo. Wkrótce zastąpił go inny watażka, Dirham Ibn an-Nazr, na którego służbie pozostawał m.in. Jakub Ibn Lajs (867 – 879), niegdyś rzemieślnik zatrudniony przy wyrobie przedmiotów z miedzi (stąd jego przydomek saffar – po arabsku kotlarz), a także poganiacz mułów i pomocnik murarza, który potem zajął się rozbójnictwem. 

### Jakub
W roku 861 Jakub zajął miejsce Dirhama, a panowanie nad Sistanem zapewniło mu zwycięstwo nad przywódcą charydżytów Ammarem Ibn Jasirem w roku 865. Jeszcze w tym samym roku Jakub uderzył na tereny dzisiejszego Afganistanu, wówczas pogańskie lub buddyjskie, a w roku 867 zajął Herat, co przyniosło mu oficjalne uznanie przez Tahirydów. Muhammad Ibn Tahir (862–873) nie zareagował bowiem na te prowokacyjne posunięcia i przekazał Jakubowi zarządzanie w swoim imieniu Sistanem, Kermanem, Kabulem i Farsem. Po dalszym poszerzeniu w roku 870 swoich terytoriów na terenie dzisiejszego Afganistanu Jakub w roku 873 zajął Chorasan i wziął Muhammada do niewoli, co doprowadziło go do otwartego konfliktu z protektorami Tahirydów, Abbasydami. Po zajęciu Farsu w roku 875 Jakub, wykorzystując sprzyjające okoliczności w postaci powstania niewolnych Zandżów przeciwko Abbasydom, dokonał inwazji na Irak, jednak 8 kwietnia 876 roku został pokonany w bitwie pod Dair al-Akul. 

### Amr
Jakub zmarł w roku 879, a jego brat i następca, Amr Ibn Lajs (879 – 902), przyjął bardziej pojednawczą postawę w stosunku do kalifatu, usiłując uzyskać legitymizację swojej władzy nad Chorasanem, co ostatecznie udało mu się w roku 892. Sześć lat później Amr uzyskał od kalifa nominację na namiestnika Mawarannahru, rządzonego do tej pory przez Samanidę Isma'ila (892 – 907). Konflikt z Isma'ilem, który nie podporządkował się woli kalifa, skończył się dla Saffarydów tragicznie. W latach 899 – 900 Samanida pobił w dwóch bitwach oddziały Saffarydów, przy czym w drugiej z nich, stoczonej w pobliżu Balchu, Amr dostał się do niewoli. Wysłany przez Isma'ila do Bagdadu, po rocznym uwięzieniu został stracony przez nie ukrywających radości ze zwycięstwa Samanidów Abbasydów. 

### Kontynuacja dynastii
Przez krótki czas Saffarydzi rządzili jeszcze w Farsie i Kermanie, ostatecznie jednak utrzymali się tylko w Sistanie, którym władali do momentu jego zajęcia przez Mahmuda z Ghazny w roku 1003. Rządzący później Sistanem od ok. 1029 aż do 1542/1543 roku tzw. Malikowie Nimruzu także są często określani jako Saffarydzi, jednak nie istnieją żadne dowody na to, że rzeczywiście się od nich wywodzą. 

## Kultura i ideologia
Pochodzący ze społecznych nizin Saffarydzi nie mieli nic wspólnego ze zarabizowaną kulturą wykształconej elity ówczesnego Iranu. Zgodnie z tradycją kiedy po zwycięstwie pod Heratem ułożono na cześć Jakuba kasydę w języku arabskim ten zaprotestował przeciwko mówieniu w języku, którego nie rozumie. W rezultacie miało dojść do ułożenia pierwszej kasydy w języku perskim. Podobno kancelaria Saffarydów także była prowadzona w tym języku. Przy tym wszystkim ich cywilna administracja była dosyć prymitywna, jak zauważa Bogdan Składanek:"można odnieść wrażenie, że cały ich rząd mieścił się na kilku furgonach idących za wojskiem". Do zmiany tej sytuacji doszło dopiero za Amra, po jego przeniesieniu się do Niszapuru, stolicy Chorasanu. Polityka Saffarydów, w przeciwieństwie do Tahirydów, była otwarcie antyarabska i antykalifacka, w szczególności Jakub nie wykazywał żadnego poważania dla rzekomej "świętości" władzy kalifa. Powstanie dynastii było początkiem odzyskiwania praktycznie suwerennej władzy przez Persów po ich klęsce w walce z Arabami w VII wieku.